# Chiesa di Santa Maria Assunta (Medolago)
La chiesa di Santa Maria Assunta è la parrocchiale di Medolago, in provincia e diocesi di Bergamo; fa parte del vicariato di Capriate-Chignolo-Terno.

## Storia
La prima citazione di una chiesa a Medolago dedicata a santa Maria Assunta risale al 959; allora era compresa nella parrocchia di Solza-Medolago, che aveva sede nella chiesa di San Gervasio in campis.
Nel 1440 i due paesi divennero parrocchie indipendenti l'una dall'altra e la parrocchialità di Medolago fu traslata nella chiesa di Santa Maria in paese.
Dalla relazione della visita apostolica del 1575 dell'arcivescovo di Milano Carlo Borromeo s'apprende che la chiesa medolaghese era compresa nella pieve foraniale di Terno d'Isola, che a servizio della cura d'anime c'erano il parroco ed un chierico e che i fedeli erano 400.
Nel 1659 il vescovo di Bergamo Gregorio Barbarigo, compiendo la sua visita presso la chiesa, annotò che i parrocchiani erano 283 e che nella chiesa avevano sede le scuole Santissimo Sacramento, del Rosario e della Dottrina Cristiana.
Nell'elenco delle chiese della diocesi di Bergamo stilato tra il 1666 ed il 166u dal cancelliere Marenzi si legge che la chiesa parrocchiale di Medolago aveva come filiali gli oratori dei Santi Gervasio e Protasio e di San Defendente e che i fedeli erano 325.
La prima pietra dell'attuale parrocchiale venne posta il 6 maggio 1743; i lavori di costruzione terminarono il 23 novembre 1753 con la benedizione e l'apertura al culto della chiesa. La consacrazione fu impartita il 30 settembre 1856 del vescovo di Bergamo Pier Luigi Speranza.
Tra il 1844 nel 1846 venne eretta la torre campanaria, dotata di un concerto di cinque campane.
Grazie ad un documento del 1861 si conosce che in quel periodo la chiesa era compresa nel vicariato di Terno d'Isola, che il parroco era coadiuvato da un sacerdote e da tre canonici e che i fedeli erano 750.
Nel 1943 le campane furono requisire per ricavarne del materiale bellico; dopo il conflitto ne vennero fuse sette nuove che furono consacrate il 15 luglio 1951 dal vescovo Adriano Bernareggi.
Il 28 giugno 1971 il vicariato di Terno venne soppresso e la chiesa fu aggregata alla neo-costituita zona pastorale VII, per poi entrare a far parte il 27 maggio 1979 del vicariato di Capriate-Chignolo-Terno.
Tra il 1984 ed il 1986 l'interno dell'edificio venne restaurato, mentre nel 2001 pure la facciata fu oggetto di una ristrutturazione.